# Naughty Boy
О бизнесмене см. Хан, Шахид (бизнесмен)
Шахид Хан (англ. Shahid Khan, урду شاهد خان‎; род. 1 января 1985 года, Уотфорд,Англия) более известный под именем Naughty Boy — британский музыкант и продюсер пакистанского происхождения. В 2012 году Хан подписал трёхлетний издательский договор с Sony ATV, а также контракт на выпуск одного альбома под лейблом Virgin EMI Records. Руководит производственной компанией Naughty Boy Recordings.

## Биография
Первоначально Хан учился на экономическом факультете в London Metropolitan University, но закончить это заведение ему не удалось. Однако эти проблемы стали отличной мотивацией для посвящения себя музыке. Упорный труд Ноти Боя был по праву вознаграждён подписанными контрактами с мировыми лейблами. Чуть позже британец основал собственную студию звукозаписи Naughty Boy Recordings на грант в размере 5000 фунтов. В 2009 году молодой человек выиграл ещё 44 000 фунтов на шоу Deal or No Deal, что позволило ему купить все необходимое оборудование для записи собственных композиций.
Музыкант ворвался на музыкальный олимп в 2009 году, написав и спродюсировав сингл «Diamond Rings» рэпера Чипманка с участием тогда ещё неизвестой Эмели Санде. В феврале 2010 года Хан выпускает свой первый полноценный сингл «Never Be Your Woman», в записи которого принял участие Уайли и Эмели Санде. Далее Эмели и Хан продолжают дальше сотрудничать, в результате чего им удаётся написать вместе дебютный альбом Эмели Our Version of Events.
После работы с Эмели Санде над её первым альбомом, Хан начал записывать свой студийный альбом Hotel Cabana. Первый сингл «Wonder» из альбома, записанный с Санде, смог попасть в топ-10 британского хит-парада синглов. «Wonder» вошла также в переиздание дебютного альбома Санде.
В мае 2013 года музыкант презентовал свой второй сингл «La La La», записанный совместно с Сэмом Смитом. Сингл сразу же начал набирать популярность, в итоге возглавил британский чарт синглов. Вслед после выпуска ещё одного сингла «Lifted» вышел дебютный альбом музыканта Hotel Cabana. Почётными гостями в альбоме стали Эд Ширан, Тайни Темпа, Эмели Санде, Профессор Грин, группа Bastille и другие. Помимо выпуска пластинки Ноти Бой подтвердил своё участие в записи будущего восьмого студийного альбома Бритни Спирс.
Второй альбом Naughty Boy будет называться «Bungee Jumping» и выйдет весной 2018 года.

## Дискография
Студийные альбомы
- Hotel Cabana (2013)

Синглы
- «Never Be Your Woman» (2010)
- «Wonder» (2012)
- «La La La» (2013)
- «Lifted» (2013)
- «Home» (2014)